# Khoe mẽ

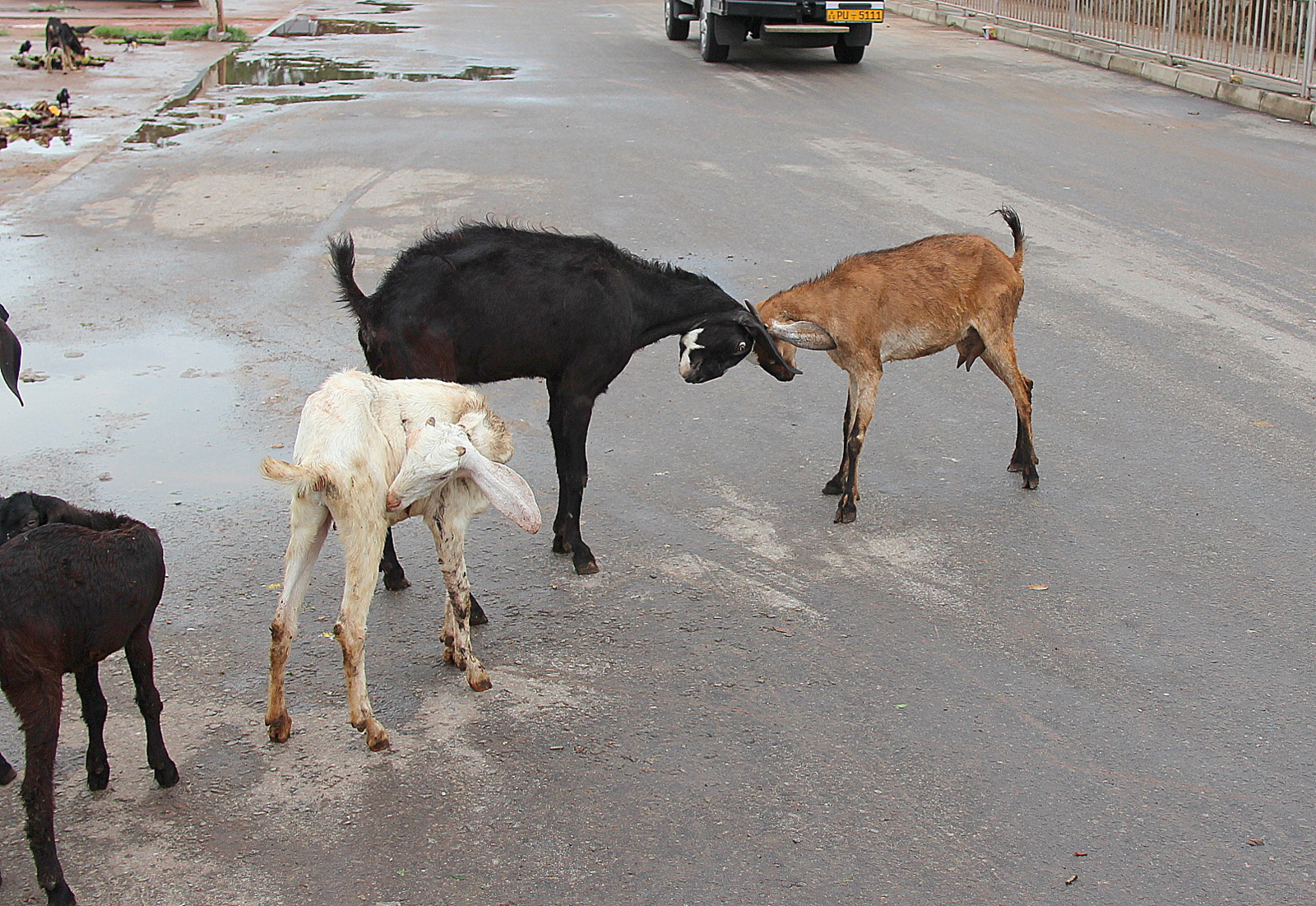
Hai con dê đực đang chứng tỏ bản thân trước những con dê khác

Khoe mẽ (Display) là một dạng của hành vi của động vật có liên quan trực tiếp đến chọn lọc giới tính và sự lựa chọn bạn tình và sự tồn tại của các loài theo nhiều cách khác nhau trong đó thể hiện sự phô trương, làm dáng về những ưu điểm của mình để tán tỉnh, ve vãn bạn tình trong mùa sinh sản. Một ví dụ về khoe mẽ được sử dụng bởi một số loài có thể được tìm thấy dưới hình thức ve vãn, với giống đực thường có một tính trạng nổi bật được phân biệt với những con đực cùng loài bằng màu sắc, hình dạng hoặc kích thước cơ thể, được sử dụng để phô diễn thu hút một hoặc nhiều cá thể giống cái.
Trong các trường hợp khác, loài có thể thể hiện hành vi sở hữu lãnh thổ, để bảo tồn lãnh thổ hoặc săn bắt còn mồi, kiếm thức ăn cho gia đình hoặc nhóm của nó. Một hình thức thứ ba được hiển hiện bởi các loài tham gia giao đấu trong mùa sinh sản, trong đó những con đực sẽ chiến đấu để giành quyền để sinh sản. Đây là một loại tập tính có tính chất quy ước, một thứ thông điệp được thể hiện bằng những điệu bộ, cử chỉ, tiếng kêu, phối họp với việc phô trương những phần đẹp nhất của bộ lông hay của một vài bộ phận nào đó trên cơ thể với chức năng duy nhất là gợi cảm, hấp dẫn con mái hoặc hăm dọa các đối thủ cùng loài để tranh giành con mái.

## Tổng quan
Động vật sử dụng các hành vi khoe mẽ và dấu hiệu làm tín hiệu cho các động vật khác, thường là cùng một loài. Mặc dù có sự đa dạng lớn về cách thức trình diễn ở động vật, chúng thường có nghĩa là sự thể hiện chân thật nhất về tình trạng sức khỏe, sức sống và /hoặc độc tính của chúng. Trong một loài, chúng thường được thấy trong cuộc cạnh tranh bạn tình. Điều này có thể là do đe doạ các đối thủ cùng giới tính, hoặc tán tỉnh những con cái hoặc cả hai. Một ví dụ về khoe mẽ tán tỉnh theo phong cách “lót ổ” là tổ một con chim sẻ trống làm một cái tổ thật đẹp để thu hút con mái. Các loài động vật khác, chẳng hạn như những con còng hay dã tràng, phô trương kích thước của cặp càng của nó để đe dọa đối thủ của nó. Động vật cũng có thể sử dụng hành vi phô trương, khoe mẽ trong khi cạnh tranh trực tiếp giữa chúng cho một tài nguyên khác với bạn tình.
Ở động vật được trang bị vũ khí sinh học bởi bản chất của hốc sinh thái của chúng sẽ có một cuộc đối đầu khốc liệt thậm chí dẫn đến cái chết. Trong những trường hợp này, sử dụng hành vi khoe mẽ cho phép động vật ước đoán khả năng chiến đấu của đối phương, có thể giảm thiểu rủi ro khi chiến đấu với một trận chiến không cần thiết, chẳng hạn như khi nhìn thấy một con dê núi có thân hình lực lưỡng tràn đầy sức sống và sự tự tin thì những kẻ cạnh tranh, thách đấu sẽ tự động rút lui nếu quá chênh lệch để bảo toàn sinh mạng và sức lực thay vì cuốn vào một cuộc chiến đấu sinh tử. Ví dụ về hành vi này còn có thể được tìm thấy trong thế giới của bọ cánh cứng, chim, động vật có vú và nhiều loài khác nữa.
Các loài tham gia những mùa chiến đấu cạnh tranh trong động vật học là những loài trong đó các thành viên của một giới tính (thường là giống đực) cạnh tranh để giao phối. Trong các loài tham gia trận đấu, thành công sinh sản của nhóm nhỏ những kẻ thắng cuộc cạnh tranh chủ yếu cao hơn so với nhóm lớn những kẻ thua cuộc. Các loài chiến đấu giành quyền sinh sản được đặc trưng bởi tính chiến đấu cùng giới tính khốc liệt. Cá thể lớn hơn hoặc có vũ khí tốt hơn đáng kể ở những loài này có lợi thế, nhưng chỉ với giới tính cạnh tranh. Do đó, hầu hết các loại kiểu này đều có tính lưỡng hình giới tính cao như gà đồng, công trống, sư tử, khỉ đột núi và hải cẩu voi. Ở một số loài, các thành viên của giới tính cạnh tranh đến với nhau trong các khu vực trưng bày đặc biệt gọi là bãi sân khấu hay trường đấu (lek). Ở các loài khác, sự cạnh tranh trực tiếp hơn, dưới hình thức chiến đấu giữa con đực. Trong một số ít các loài, con cái cạnh tranh với con đực; chúng bao gồm các loài jacana, loài phalarope và linh cẩu. Trong tất cả các trường hợp này, con cái của loài này cho thấy những đặc điểm giúp ích trong các trận chiến cùng giới: cơ quan lớn hơn, tính gây hấn, tập tính lãnh thổ. Ngay cả việc duy trì một "hậu cung" nhiều con đực đôi khi được ghi nhận ở những con vật này.

## Các loài
Các loài chim cũng rất thường sử dụng các hành vi khoe mẽ để tán tỉnh và giao tiếp. Chim Manakin (thuộc họ Pipridae) ở Amazon trải qua các cuộc tụ lập lớn về hành vi trưng bày để ra cho con chim mái trong quần thể ngắm nhìn. Vì con trống không mang lại lợi ích tức thời nào khác cho con cái, chúng phải trải qua các hành vi được nghi thức hóa để thể hiện sự phù hợp của chúng với bạn tình có thể; những con chim mái sau đó sử dụng thông tin mà nó thu thập được từ sự tương tác này để đưa ra quyết định về việc nó sẽ kết hợp với ai. Màn khoe mẽ này bao gồm các kiểu và vũ điệu bay khác nhau, màu sắc cánh và màu sắc cơ thể và những tiếng kêu, tiếng hót hoặc âm thanh được tạo ra. Kết quả của màn trình diễn này, con trống sẽ được con cái chọn và quá trình sinh sản sẽ bắt đầu.
Cùng với động vật không xương sống và chim, động vật có xương sống thuộc nhóm thú như hải cẩu cũng thể hiện hành vi khoe mẽ, phô trương. Vì hải cẩu cảng cư trú trong môi trường nước, các hành vi khoe mẽ được thể hiện hơi khác so với các loài động vật có vú sống trên cạn. Hải cẩu đực cho thấy các hành vi lặn và lặn ngụp trong khi thể hiện những hành vi như vậy cho bạn tình thưởng lãm. Vì hải cẩu phân bố trên một khu vực rộng lớn như vậy, những hành vi khoe mẽ này có thể thay đổi một chút về mặt địa lý khi con đực cố gắng thu hút số lượng con cái lớn nhất có thể trong một phạm vi địa lý lớn. Các kiểu ngụp lặn, các cú đánh đầu và các cách phát âm khác nhau đều phối hợp với nhau trong một hành vi phô trương biểu thị cho con cái trong một hậu cung động vật mà con đực sẵn sàng giao phối.